# Муслюмовський район
Муслюмовський район (рос. Муслюмовский район, тат. Мөслим районы) — муніципальний район у складі Республіки Татарстан Російської Федерації.
Адміністративний центр — село Муслюмово.

## Адміністративний устрій
До складу району входять 19 сільських поселень:
1. Муслюмовське сільське поселення, центр — село Муслюмово;
2. Амікеєвське сільське поселення, центр — село Амікеєво;
3. Баланнинське сільське поселення, центр — село Баланни;
4. Баюковське сільське поселення, центр — село Баюково;
5. Варяш-Баське сільське поселення, центр — село Варяш-Баш;
6. Великочекмацьке сільське поселення, центр — село Великий Чекмак;
7. Ісансуповське сільське поселення, центр — село Татарське Булярово;
8. Кряш-Шуранське сільське поселення, центр — село Кряш-Шуран;
9. Мелля-Тамацьке сільське поселення, центр — село Мелля-Тамак;
10. Мітряєвське сільське поселення, центр — село Мітряєво;
11. Михайловське сільське поселення, центр — село Михайловка;
12. Нижньотабинське сільське поселення, центр — село Нижній Табин;
13. Новоусинське сільське поселення, центр — село Нові Уси;
14. Октябрське сільське поселення, центр — село Октябрь;
15. Семяковське сільське поселення, центр — село Семяково;
16. Старокарамалинське сільське поселення, центр — село Старі Карамали;
17. Тойгільдинське сільське поселення, центр — село Тойгільде;
18. Уразметьєвське сільське поселення, центр — село Уразметьєво;
19. Шуганське сільське поселення, центр — село Руський Шуган.